# Phoneyusa
Phoneyusa is een geslacht van spinnen uit de familie vogelspinnen (Theraphosidae).

## Soorten
De volgende soorten zijn bij het geslacht ingedeeld:
- Phoneyusa antilope (Simon, 1889)
- Phoneyusa belandana Karsch, 1884
- Phoneyusa bidentata Pocock, 1899
  - Phoneyusa bidentata ituriensis Laurent, 1946
- Phoneyusa bouvieri Berland, 1917
- Phoneyusa buettneri Karsch, 1886
- Phoneyusa celerierae Smith, 1990
- Phoneyusa chevalieri Simon, 1906
- Phoneyusa cultridens Berland, 1917
- Phoneyusa efuliensis Smith, 1990
- Phoneyusa elephantiasis Berland, 1917
- Phoneyusa gabonica (Simon, 1889)
- Phoneyusa giltayi Laurent, 1946
- Phoneyusa gracilipes (Simon, 1889)
- Phoneyusa lesserti Dresco, 1973
- Phoneyusa manicata Simon, 1907
- Phoneyusa minima (Strand, 1907)
- Phoneyusa nigroventris (Marx, 1893)
- Phoneyusa principium Simon, 1907
- Phoneyusa rutilata (Simon, 1907)
- Phoneyusa westi Smith, 1990